# Вулиця Кордуби (Львів)
Вулиця Кордуби — вулиця у Личаківському районі міста Львова, у місцевості Старе Знесіння. Пролягає від вулиці Опришківської до перехрестя вулиць Почаївської та Заклинських

## Історія
Прокладена у 1950-х роках, у 1958 році отримала назву вулиця Майора Бугрова, на честь радянського військовика — гвардії майора М. В. Бугрова (1917—1944), похованого на території меморіального комплексу «Пагорб Слави» у Львові. Сучасну назву вулиця має з 1992 року, на честь українського письменника Мирона Кордуби.

## Забудова
Житлова забудова розташована на парному боці вулиці і представлена переважно двоповерховими будинками барачного типу 1950-х років та типовими чотириповерхівками 1960-х років. Чотириповерховий будинок № 2 зведений близько 1930 року у стилі раннього функціоналізму для працівників лікеро-горілчаного заводу. Під № 2а збереглася невеличка вілла у дворковому стилі, її «родзинкою» є мансарда та критий ґанок на двох прямокутних колонах.
З непарного боку вулиці простягається територія Львівського лікеро-горілчаного заводу.

## Установи та заклади
- № 2 — Львівський лікеро-горілчаний завод.
- № 4а — будівля стаціонару Львівського шкірно-венерологічного диспансеру, розрахованого на 50 ліжко-місць (від 2017 року — КЗ ЛОР «Львівська обласна лікарня відновного лікування»). У червні 2020 року Львівська облрада ухвалила рішення про реорганізацію КЗ ЛОР «Львівська обласна лікарня відновного лікування» шляхом її приєднання до Львівського обласного госпіталю ветеранів війни та репресованих імені Юрія Липи, який розташований у Винниках[11]. 17 вересня 2021 року, депутатська комісія з питань комунального майна Львівської облради ухвалила рішення про розміщення Львівської РДА у колишній будівлі лікувального закладу[4].
- № 4а, корпус 1 — заклад дошкільної освіти № 87.